# Total Divas
Total Divas è stato un reality-show statunitense trasmesso dall'emittente E! tra il 28 luglio 2013 e il 10 dicembre 2019.
La serie, composta da nove stagioni, raccontava le vite personali delle wrestler sotto contratto con la WWE.

## Storia
Total Divas è stato presentato nel maggio del 2013, in collaborazione con E!. È stato annunciato il 14 agosto 2013 che E! aveva programmato altri sei episodi in più rispetto agli otto episodi della prima stagione. Il finale di metà stagione è andato in onda il 15 settembre 2013, con la stagione che ha ripreso il 10 novembre 2013. Il commentatore della WWE Josh Mathews ha rivelato il 20 novembre 2013 che Total Divas era stato rinnovato per una seconda stagione. La seconda stagione è stata presentata in anteprima il 16 marzo 2014, con Summer Rae che si unisce al cast, sostituendo JoJo Offerman che decide di concentrarsi maggiormente sul wrestling.
A differenza di altri programmi WWE, la maggior parte del cast usa i loro nomi reali invece dei loro ring name, ad esempio Cameron, Naomi, Natalya, Jimmy Uso e Tyson Kidd a essere chiamati rispettivamente Ariane, Trinity, Nattie, Jon e TJ. Durante la prima stagione, Daniel Bryan è stato accreditato allo stesso modo come Bryan Danielson. A partire dalla seconda stagione, gli atleti vengono chiamati sia con il loro ring name sia con il loro vero nome ove applicabile dalla grafica (eccezioni includono Daniel Bryan ora accreditato con il suo ring name, anche se di solito viene ancora chiamato "Bryan", e Natalya ancora chiamata come "Nattie"). Summer Rae, Paige e Alicia Fox insieme ad altri atleti menzionati o che appaiono raramente (come Brodus Clay, Fandango e Titus O'Neil) sono indicati esclusivamente con i loro ring name.
Il 19 maggio 2014, E! ha annunciato che la terza stagione di Total Divas sarà presentata in anteprima il 7 settembre 2014, con Rosa Mendes che si unirà al cast. Il 24 febbraio 2015, Paige ha annunciato che Total Divas è stato rinnovato per una quarta stagione, con le riprese che iniziano alla fine del mese.  È stato quindi annunciato alla fine della terza stagione, che la quarta stagione sarebbe stata presentata in anteprima il 7 luglio 2015, passando da domenica a martedì sera. Il 1 aprile 2015, E! ha annunciato che lo show è stato rinnovato per la quarta stagione tramite un comunicato stampa. Nel comunicato stampa, è stato confermato che Naomi sarebbe tornata regolarmente con Cameron e Rosa Mendes rimossi dal cast principale. Tutte le altre Divas sarebbero tornate come clienti abituali della serie.
Il 5 settembre 2015, un articolo online diffuse la notizia ci fossero forti probabilità che Total Divas venisse rinnovato per una quinta stagione, da mandare in onda non prima del 2016. Dopo la messa in onda della puntata del 22 settembre di Total Divas, fu annunciato che il successivo episodio sarebbe stato il finale di stagione. Il 9 settembre 2015, Naomi rivelò su Twitter di essere stata estromessa dal cast principale al termine del finale della quarta stagione, che sarebbe andato in onda il 29 settembre. Al suo posto, Mandy Rose si unì al cast della quinta stagione.
L'annuncio ufficiale della stagione 5 fu dato il 6 ottobre 2015, con messa in onda a partire dal 19 gennaio 2016 con la conferma di gran parte del cast della stagione precedente, eccezion fatta per Naomi (sostituita da Mandy) e per il ritorno di Rosa Mendes.
La sesta stagione fu ufficialmente confermata il 18 aprile 2016 da E! Network con la conferma di gran parte del cast della passata stagione, insieme a Naomi e Renee Young, Lana e Maryse a sostituire Rosa Mendes, Alicia Fox e Mandy Rose. In aggiunta, E! annunciò che le Bella Twins (Brie & Nikki) avrebbero avuto il loro proprio spin-off personale, intitolato Total Bellas.
Il 7 luglio, TJ, il marito di Natalya, confermò via Twitter che non avrebbe partecipato alla prossima stagione di Total Divas, diventando così il primo partner di una concorrente a non apparire nello show.
Il 28 gennaio 2017, fu annunciato che Nikki Bella avrebbe ricoperto la carica di produttore esecutivo dello show al ritorno della serie nell'aprile 2017.
Nelle anticipazioni circa la settima stagione di Total Divas, il 16 maggio 2017, fu annunciato che Eva Marie non sarebbe ritornata nel cast fisso della trasmissione, e la notizia fu messa in correlazione con la permanenza di Paige nello show. La presenza di Brie, Nikki, Naomi e Natalya venne confermata. Le riprese cominciarono nel giugno 2017. Il 9 giugno 2017, venne diffusa la notizia che Alexa Bliss e Nia Jax si sarebbero aggiunte al cast di Total Divas. Il 10 giugno 2017, Renee Young confermò via Twitter che non avrebbe partecipato al programma. In un'intervista recente, arrivò la notizia che Lana sarebbe ritornata nello show nella prossima stagione, insieme alla sua storyline di diventare una superstar indipendente a SmackDown Live. Il 29 giugno 2017, fu riportato che Carmella si sarebbe unita al cast e che Paige invece non era prevista. il 20 settembre 2017, E! rivelò che la settima stagione avrebbe debuttato il 1º novembre 2017.
L'8 gennaio 2018, la WWE annunciò che The Miz e Maryse avrebbero avuto uno spin-off proprio su USA Network, intitolato Miz & Mrs., che avrebbe seguito la vita personale della coppia.
Il 4 aprile 2018 sono sorte speculazioni sulla prossima ottava stagione di "Total Divas", poiché i rapporti affermavano che le telecamere di E!  hanno filmato una manciata di superstar della WWE a New Orleans durante il weekend di  WrestleMania..
Paige, che è stata parte del cast principale dalla stagione 3 alla 6, è stata ripresa dalle telecamere di E!, speculando sul suo possibile ritorno nella serie. Il 13 aprile è stato confermato che Paige sarebbe tornata nella serie per l'ottava stagione.
Con questi rapporti, la situazione dei restanti membri del cast è rimasta sconosciuta. Il 15 maggio 2018 è annunciato che Carmella non vorrebbe tornare per l'ottava stagione della serie.

Il 25 maggio Paige e Nia Jax postarono un video insieme usando un hashtag che indicava che stavano filmando per lo show, confermando Nia Jax come membro del cast per la prossima stagione. Il 31 maggio, è stato riferito che Brie e Nikki Bella sono state viste filmare un episodio della prossima stagione con i membri del cast Lana, Natalya e Paige, confermando il loro coinvolgimento con l'ottava stagione.
Il 26 luglio 2018 fu annunciato che l'ottava stagione avrebbe esordito il 19 settembre 2018, e il cast confermato con la presenza di Brie e Nikki Bella, Natalya, Naomi, Lana, Nia Jax e Paige, mentre Alexa Bliss e Maryse furono escluse.

## Stagioni
| Stagione | Episodi | Date                                 |
| -------- | ------- | ------------------------------------ |
| 1ª       | 14      | 28 luglio 2013 – 15 dicembre 2013    |
| 2ª       | 11      | 16 marzo 2014 – 1º giugno 2014       |
| 3ª       | 20      | 7 settembre 2014 – 8 marzo 2015      |
| 4ª       | 13      | 7 luglio 2015 – 29 settembre 2015    |
| 5ª       | 14      | 19 gennaio 2016 – 19 aprile 2016     |
| 6ª       | 16      | 16 novembre 2016 – 10 maggio 2017    |
| 7ª       | 12      | 1º novembre 2017 – 31 gennaio 2018   |
| 8ª       | 10      | 19 settembre 2018 – 28 novembre 2018 |
| 9ª       | 10      | 1º ottobre 2019 – 10 dicembre 2019   |

## Cast
| Nome          | Stagioni | Stagioni | Stagioni | Stagioni | Stagioni | Stagioni | Stagioni | Stagioni | Stagioni |
| Nome          | 1ª       | 2ª       | 3ª       | 4ª       | 5ª       | 6ª       | 7ª       | 8ª       | 9ª       |
| ------------- | -------- | -------- | -------- | -------- | -------- | -------- | -------- | -------- | -------- |
| Natalya       | Si       | Si       | Si       | Si       | Si       | Si       | Si       | Si       | Si       |
| Brie Bella    | Si       | Si       | Si       | Si       | Si       | Si       | Si       | Si       | No       |
| Nikki Bella   | Si       | Si       | Si       | Si       | Si       | Si       | Si       | Si       | No       |
| Naomi         | Si       | Si       | Si       | Si       | No       | Si       | Si       | Si       | Si       |
| Eva Marie     | Si       | Si       | Si       | Si       | Si       | Si       | No       | No       | No       |
| Paige         | No       | No       | Si       | Si       | Si       | Si       | No       | Si       | No       |
| Alicia Fox    | No       | No       | Si       | Si       | Si       | No       | No       | No       | No       |
| Cameron       | Si       | Si       | Si       | No       | No       | No       | No       | No       | No       |
| Lana          | No       | No       | No       | No       | No       | Si       | Si       | Si       | No       |
| Nia Jax       | No       | No       | No       | No       | No       | No       | Si       | Si       | Si       |
| Carmella      | No       | No       | No       | No       | No       | No       | Si       | No       | Si       |
| Maryse        | No       | No       | No       | No       | No       | Si       | Si       | No       | No       |
| Rosa Mendes   | No       | No       | Si       | No       | Si       | No       | No       | No       | No       |
| Summer Rae    | No       | Si       | Si       | No       | No       | No       | No       | No       | No       |
| Alexa Bliss   | No       | No       | No       | No       | No       | No       | Si       | No       | No       |
| JoJo Offerman | Si       | No       | No       | No       | No       | No       | No       | No       | No       |
| Mandy Rose    | No       | No       | No       | No       | Si       | No       | No       | No       | No       |
| Renee Young   | No       | No       | No       | No       | No       | Si       | No       | No       | No       |
| Ronda Rousey  | No       | No       | No       | No       | No       | No       | No       | No       | Si       |
| Sonya Deville | No       | No       | No       | No       | No       | No       | No       | No       | Si       |

## Premi
| Anno | Premio                       | Categoria            | Risultato | Note   |
| ---- | ---------------------------- | -------------------- | --------- | ------ |
| 2014 | Teen Choice Awards           | Miglior reality-show | Candidato | [ 43 ] |
| 2014 | PopSugar Best of 2014 Awards | Miglior reality-show | Vincitore | [ 44 ] |
| 2016 | Teen Choice Awards           | Miglior reality-show | Candidato | [ 45 ] |